# マット運動

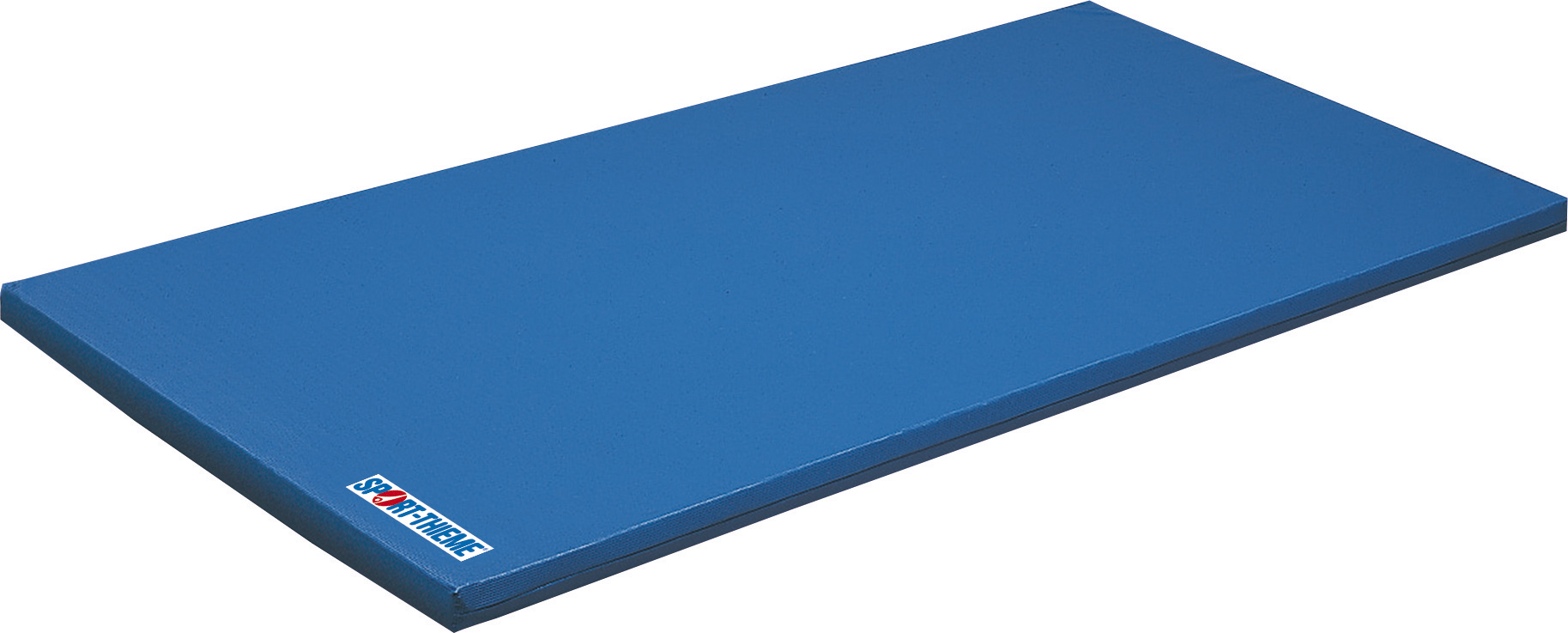
体操用マット

マット運動（マットうんどう、mat exercises）とは、マットを使用して行う運動を指す。倒立、転回、宙返りが運動の中心である。
体操選手の補助運動としてだけでなく、児童・生徒が転倒したときの安全対策としても用いられる。マット運動は柔軟性、機敏性、巧緻性など身体支配能力の養成に欠かせない運動である。小学校、中学校、高校の各学習指導要領解説において、器械運動の種目の一つとして位置づけられている。

## 技の種類
初めは、背をつけて行う「前回り・後回り」、ついで腕立てで行う「腕立前方・後方転回」、「側方転回」、さらに「前方・後方・側方宙返り」、そして「2回宙返り」、「ひねり宙返り」と発展する。技の名称は、「基本語」と「限定詞」の組合せで成り立っている。基本語は技の基本形態を名付けるためのベースを示す名称で、立・座・支持などの姿勢基本語と回転・ひねりなどの運動基本語がある。限定詞は運動の方向、体の向きなどの技の向きを表記する言葉で、前方・後方などの運動の方向を示すものや開脚・伸身などの体勢を示すものなどがある。
マット運動の技は系 - 技群 (わざぐん) - グループと分類される。系は各種目の特性を踏まえ技の運動課題の視点から大きく分類したもので、技群は類似の運動課題や運動技術の視点から、そしてグループは運動の方向や経過さらには技の系統性や発展性も考慮して分類したものである。マット運動の技は，大きく回転系と巧技系に分けられ、学校体育では回転系では接転技群と翻転技群、巧技系では平均立ち技群が取り上げられる。以下、主に高等学校学習指導要領解説に基づき、本間 (2003)により補足した。
- 回転系
  - 接転技群
    - 前転グループ：前転、開脚前転、倒立前転、伸膝前転、跳び前転
    - 後転グループ：後転、開脚後転、伸膝後転、後転倒立
    - 側転グループ[9]

  - 翻転技群
    - はね起きグループ：首はね起き、頭はね起き
    - 倒立回転グループ・倒立回転跳びグループ：側方倒立回転、倒立ブリッジ、ロンダート、前方倒立回転、前方倒立回転跳び

  - 宙返り技群：前方宙返り、後方宙返り[9]
- 巧技系
  - 平均立ち技群
    - 片足平均立ちグループ：片足正面水平立ち、片足側面水平立ち、Y字バランス
    - 倒立グループ：壁倒立、頭倒立、倒立、倒立ひねり、胸倒立[6]

  - 支持技群[1][6]（腕立て支持技群[9]）[註 1]
    - 静止支持技群[9]：腕立て支持臥（うでたてしじが）[5][1]、脚前挙支持（きゃくぜんきょしじ）[10][6]
    - 動的支持技群[9]：片足旋回（かたあしせんかい）[5][6]

  - 跳躍技群[9][6][11][註 2]
    - 伸身跳び[9][6]：伸身跳びひねり[5]
    - 振上げ跳び[9][6]：前後開脚跳び[5]、左右開脚跳び[10][9]

  - 柔軟技群[9][6][11][12]
    - 股関節柔軟技群[9]：前後開脚座[11][9][6]、左右開脚座[11][9]
    - 脊柱柔軟技群[9]：ブリッジ[12]

## 回転系
回転系は接転技群および翻転技群からなる。

### 接転技群
接転技群（せってんわざぐん）とは、背中をマットに接して回転する回転系を指し、回転方向によって分けられる。体をマットに順々に接触させて回転するための動き方、回転力を高めるための動き方で一連の動きを滑らかに安定させて回る。前転グループと後転グループが主として取り上げられ、丸太転がりの発展として、側方に転がる側転への発展も考えられる。

#### 前転グループ
前転（ぜんてん）
しゃがんだ姿勢から手で支えながら腰を上げ、体を丸めながら後頭部－背中－尻－足裏の順にマットに接して前方に回転して立ち上がること。前転が苦手な児童には、傾斜を利用して回転に勢いをつけて転がりやすくしたりするなどの配慮がなされる。
開脚前転（かいきゃくぜんてん）
両手と後頭部をつきながら腰を高く上げ前方へ回転し、膝を伸ばして足を左右に大きく開き、接地するとともに素早く両手を股の近くに着いて膝を伸ばしたまま開脚立ちをすること。小学校中学年では傾斜をつくった場で両手を着き、腰を高く上げながら後頭部をつき前方へ回転し、膝を伸ばして足を左右に大きく開き、接地するとともに素早く両手を股の近くに着いて膝を伸ばしたまま開脚立ちをする「易しい場での開脚前転」が行われる。更なる発展技は易しい場での伸膝前転である。
伸膝前転（しんしつぜんてん）
腰を上げながら足でしっかり蹴り、胴体と足の角度を広げて足を前方に送り、勢いを保ったまま体を前に倒してマットを押し、上体を前にしながら立ち上がる。
倒立前転（とうりつぜんてん）
倒立してマットをしっかり押したまま前方に傾けていき、傾きに合わせてひじを曲げ、頭の後ろをマットにつけ、背中を順々にマットにつけていくと同時に足先を前方に送り、足を引き寄せながら上体を起こして手で上体を引っ張るようにして立ち上がる。小学校高学年では、片足を振り上げ補助倒立を行い、前に倒れながら腕を曲げ、頭を入れて前転する補助倒立前転が行われる。発展技は跳び前転。
跳び前転（とびぜんてん）
足をしっかり蹴り跳んで、手の引き出しで回転をコントロールしながら足を振り上げ、空中で手をマットにつく準備をして着地すると手でしっかり支え、足先を前方に送って背中を順々にマットにつけ立ち上がる。
前転グループ技
- 前転
- 伸膝前転

#### 後転グループ
回転力を高めることに加え、頭を抜くときに腰を開き、手の押しを同調させ、腰の位置を高くすることが発展技に結び付く。
後転（こうてん）
しゃがんだ姿勢から体を丸めながら尻－背中－後頭部－足裏の順にマットに接して腰を上げながら後方に回転し、両手で押して立ち上がること。後転が苦手な児童には、ゆりかごなどの体を揺らす運動遊びや、かえるの逆立ちなどの体を支える運動遊びに取り組んだり、傾斜を利用して回転に勢いをつけて転がりやすくしたりして、腰を上げたり、体を支えたり、回転の勢いをつけたりする動きが身に付くようにするなどの配慮がなされる。
開脚後転（かいきゃくこうてん）
しゃがんだ姿勢から体を丸めながら尻－背中－後頭部－足裏の順にマットに接して腰を上げながら後方に回転し、膝を伸ばして足を左右に大きく開き、両手で押して膝を伸ばしたまま開脚立ちすること。条件を変えた技は伸膝転がり開脚後転で、発展技は伸膝後転である。
伸膝後転（しんしつこうてん）
直立の姿勢から前屈しながら後方へ倒れ、尻をつき、膝を伸ばして後方に回転し、両手でマットを押して膝を伸ばしたまま立ち上がること。更なる発展技は後転倒立である。
後転倒立（こうてんとうりつ）
後転したまま腰を勢い良く伸ばし、力強く腕を伸ばして体をまっすぐに伸ばし、倒立する。
後転グループ技
- 後転
- 開脚後転

### 翻転技群
翻転技群（ほんてんわざぐん）とは、手や足の支えで回転する回転系を指す。接転技と同じように回転方向によって分けられる。全身を支えたり、突き放したりするための着手の仕方、回転力を高めるための動き方、起き上がりやすくするための動き方で一連の動き
を滑らかに安定させて回転する。側方倒立回転や前方倒立回転に手のジャンプを入れた技がロンダートや前方倒立回転跳び、手と足以外に首や頭部で支持するのが「はね起き」技である。

#### 倒立回転グループ
倒立ブリッジ（とうりつブリッジ）
倒立位から前方へ体を反らせ、ゆっくりと足を下ろしながらブリッジの姿勢をつくること。更なる発展技は前方倒立回転、前方倒立回転跳びである。小学校中学年では二人組の補助者が実施者が両手をマットに着いて足を振り上げるときに、実施者の背中に手を当て、ブリッジの姿勢をつくりやすいように支える「補助倒立ブリッジ」が行われる。発展技は前方倒立回転。
前方倒立回転（ぜんぽうとうりつかいてん）
倒立ブリッジののち、腰を前方に移動させ、腰を乗せながら上体を起こし、手を最後まで押し離す。
側方倒立回転（そくほうとうりつかいてん）
正面を向き、体を前方へ振り下ろしながら片足を振り上げ、前方に片手ずつ着き、腰を伸ばした姿勢で倒立位を経過し、側方回転しながら片足を振り下ろして起き上がること。側方倒立回転が苦手な児童には、壁登り逆立ちや支持での川跳びなどの体を支えたり、逆さまになる運動遊びに取り組んだり、足を勢いよく振り上げるためにゴムなどを活用したり、補助を受けたりして、腰を伸ばした姿勢で回転できる動きが身に付くようにするなどの配慮がなされる。条件を変えた技はホップ側方倒立回転や側方倒立回転両足立ちで、発展技はロンダートである。
倒立回転グループ技
- 倒立ブリッジ
- 側方倒立回転

#### 倒立回転跳びグループ

ロンダート

ロンダート（側方倒立回転跳び 1/4 ひねり、独: Rondat、英: roundoff）
助走からホップを行い、片足を振り上げながら片手ずつ着き、体を1/2ひねり両足を真上で揃え、両手で押しながら両足を振り下ろし、空中で回転して立ち上がること。ロンダートが苦手な児童には、手や足を着く場所が分かるように目印を置くなどして練習したり、側方倒立回転で足を勢いよく振り上げたりして、腰を伸ばした姿で体をひねる動きが身に付くようにするなどの配慮がなされる。
前転とび（前方倒立回転跳び、英: handspring）
まず勢いよく状態を倒して膝を曲げてしっかりと踏み込み、足を勢いよく振り上げ、体が倒立すると手を力強く突き放し、上体は沿ったままと上体を保ちながらつま先から着地する。「腕立て前方転回」と称される技であったが、1964年（昭和39年）の東京オリンピック開催を機に述語の統一が図られ「前転とび」が正式名称となった。腕立て前転（うでたてぜんてん）、地転（ちてん）とも呼ばれ、腕、腰、膝を伸ばし十分に反らせ右足から左足への重心の移動を速やかに行う。「背支持腕立て前転」は「前方倒立回転跳び」の初歩的段階として練習される。
後転とび（後方倒立回転跳び、英: flick-flack）
「足－手－足」の順で、足でのジャンプの後、身体左右軸周に後方へ1回転する技。前転とびと同じく1964年（昭和39年）の東京オリンピック開催を機に述語の統一が図られ「後転とび」が正式名称となった。「バク転」とも呼ばれる。学習指導要領には例示されていない。「後方宙返り」へと発展する。
倒立回転跳びグループ技
- ロンダート
- 前方倒立回転跳び

#### はね起きグループ
首はね起き（くびはねおき）
前転を行うように回転し、両肩－背中がマットについたら腕と腰を伸ばし、体を反らせながらはね起きること。首はね起きが苦手な児童には、壁登り逆立ちや背支持倒立（首倒立）などの逆さまで体を支える運動遊びや、ブリッジなどの体を反らす運動遊びに取り組んだり、腰を上げた仰向けの姿勢からはねてブリッジをしたり、段差を利用して起き上がりやすくしたりして、逆さまで体を支えて体を反らしたり、手でマットを押したり、反動を利用して起き上がる動きが身に付くようにするなどの配慮がなされる。発展技は頭はね起きである
頭はね起き（あたまはねおき）
両手で支えて頭頂部をついて屈身の姿勢の頭倒立を行いながら前方に回転し、尻が頭を越えたら腕と腰を伸ばし、体を反らせながらはね起きること。頭はね起きが苦手な児童には、頭倒立や壁倒立などをしたり、首はね起きや頭倒立からブリッジなどに取り組んだり、また段差を利用して起き上がりやすくしたりして逆さまで体を支え、体を反らし反動を利用して起き上がる動きが身に付くようにするなどの配慮がなされる。
はね起きグループ技
- 頭はね起き

### 宙返り技群
足で踏切空中で回転して足上に立つ技群。
後方宙返り（こうほうちゅうがえり）
足でジャンプして空中で身体左右軸周に後方へ1回転する。学習指導要領解説におけるマット運動の例示には出てこない。危険であるという理由から器械運動の学習課題にはふさわしくないと考えられることもある。

## 巧技系
平均立ち技群、腕立て支持技群、跳躍技群、柔軟技群からなる。

### 平均立ち技群
平均立ち技群（へいきんたちわざぐん）はバランスをとりながら静止する巧技系を指す。バランスよく姿勢を保つための力の入れ方、バランスの崩れを復元させるための動き方で、一連の動きを滑らかに安定させて静止する。片足で立つ技と逆位になってバランスをとる倒立のグループに分けられる。

#### 片足平均立ちグループ

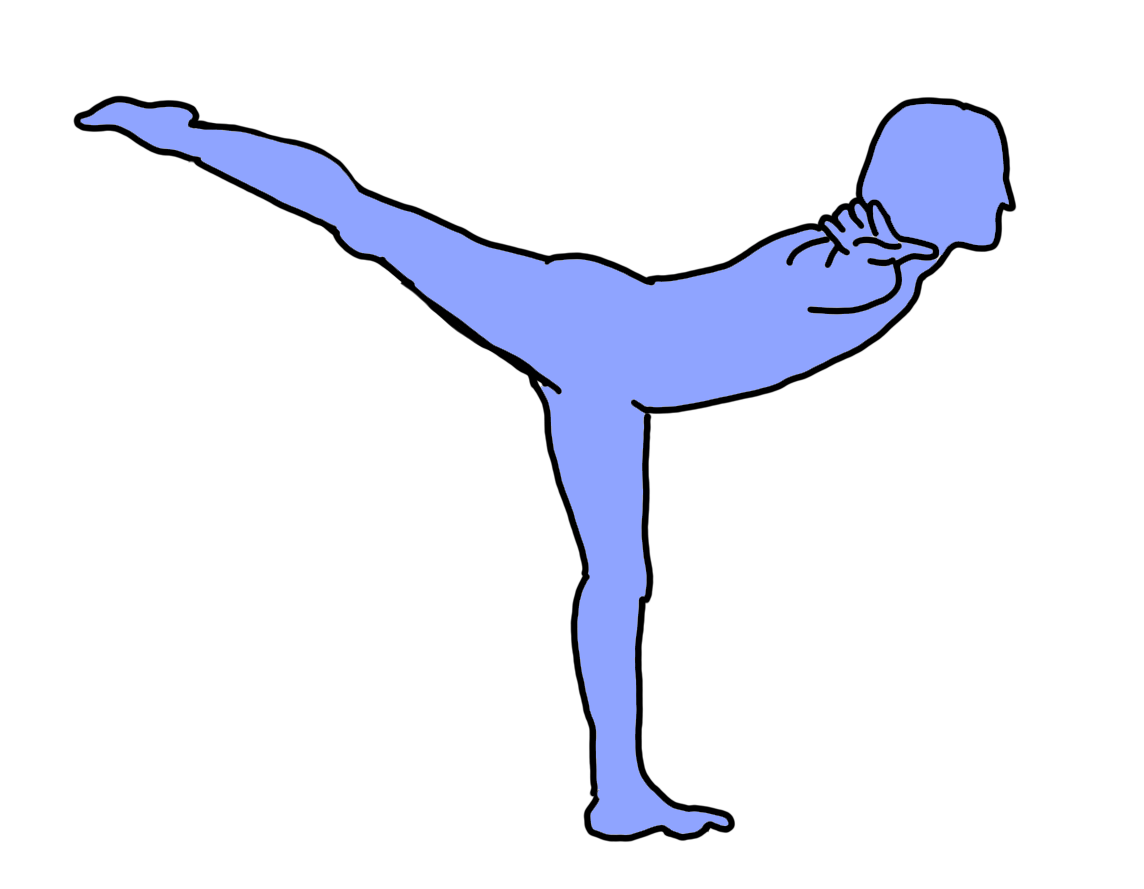
片足正面水平立ち

片足正面水平立ち（かたあししょうめんすいへいだち）
上げた足のつま先と膝を伸ばして水平以上に広げ、付いている足の足指には力を入れ、背中を反らせて上体を水平に傾け、顔を起こして前を見る。発展技として片足側面水平立ちやY字バランスが挙げられる。

#### 倒立グループ
壁倒立（かべとうりつ）
壁に向かって体を前方に振り下ろしながら片足を振り上げ両手を着き、体を真っ直ぐに伸ばして壁に足をもたれかけて倒立すること。壁倒立が苦手な児童には、肋木や壁を活用した運動遊びに取り組んだり、足を勢いよく振り上げるためにゴムなどを活用したりして、体を逆さまにして支えたり、足を勢いよく振り上げたりする動きが身に付くようにするなどの配慮がなされる。発展技は補助倒立である。
頭倒立（あたまとうりつ）
頭と両手で三角形をつくるように、両手を肩幅くらいに着き、頭を三角形の頂点になるようについて、腰の位置を倒立に近付けるように上げながら両足をゆっくりと上に伸ばし逆さの姿勢になること。頭倒立が苦手な児童には、かえるの逆立ちや背支持倒立（首倒立）などの逆さまで体を支える運動遊びに取り組んだり、肋木・壁を活用した運動遊びに取り組んだりして、体を逆さまにして支える動きが身に付くようにするなどの配慮がなされる。「三点倒立」とも呼ばれる。
倒立（とうりつ）
手先は指を開いて前に向け、指はやや曲げて指先でマットを押さえるように力を入れて、膝を曲げ踏み切る準備をして、上体を乗せるように肩を押し開き、腰を上げるように振り上げて足をまっすぐに伸ばす。小学校高学年では体を前方に振り下ろしながら片足を振り上げ両手を着き、体を真っ直ぐに伸ばして逆さの姿勢になり、補助者の支えで倒立する「補助倒立」が行われる。条件を変えた技として倒立歩行、発展技として倒立ひねりが挙げられる。
片足平均立ちグループ技
- 頭倒立
- 倒立

## 学習指導要領における位置づけ
平成29年・平成30年告示の学習指導要領では、「生きる力」をより具体化し、「知識及び技能」、「思考力，判断力，表現力等」、「学びに向かう力，人間性等」の三つの柱に基づくよう提言がなされ、全ての教科等の目標及び内容でこの三つの柱に基づくよう再整理がなされた。マット運動の技は系 - 技群 - グループと分類される。また、それぞれのグループにおいて各技は「基本的な技」、「条件を変えた技」と「発展技」に分けられる。基本的な技とは、小学校では「類似する技のグループの中で、最も初歩的で易しい技でありながら、グループの技に共通する技術的な課題をもっていて、当該学年で身に付けておきたい技」、中学校及び高等学校では「各種目の系の技の中で基本的な運動課題をもつ技」を指す。同じ技でも、開始姿勢や終末姿勢を変えて行う、その技の前や後に動きを組み合わせて行う、手の着き方や握りを変えて行うものは「条件を変えた技」と呼ばれる。発展技とは、系・技群・グループの基本的な技から発展した技である。

### 小学校
小学校低学年では、マット運動は「マットを使った運動遊び」として「固定施設を使った運動遊び」、「鉄棒を使った運動遊び」及び「跳び箱を使った運動遊びとともに「器械・器具を使っての運動遊び」領域の一つとされる。中学年・高学年では領域名は「器械運動」となり、「マット運動」「鉄棒運動」及び「跳び箱運動」で構成される。
技の分類は発達の段階及び中学校との連携を考慮し、以下のように構成される。
- 回転系
  - 接転技群：前転・後転グループ技
  - ほん転技群（翻転技群）：倒立回転・はね起きグループ技
- 巧技系
  - 平均立ち技群：倒立グループ技

#### マットを使った運動遊び

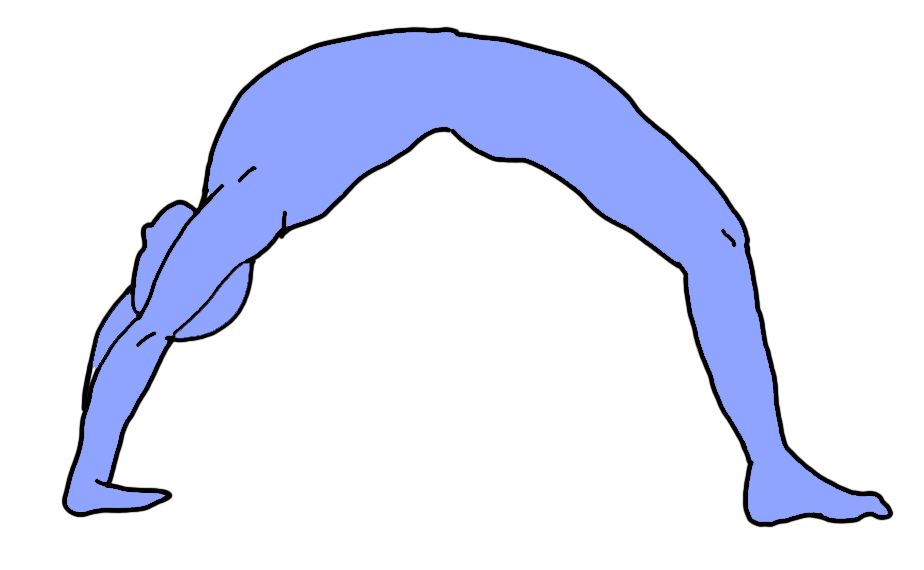
ブリッジ

マットを使った運動遊びでは、マットのもとで回転などの基本的な動きができることを課題とし、マット運動と関連の深い動きを意図的に取り入れることにより、基礎となる体の動かし方や感覚を身に付けることが重要視される。いろいろな方向への転がり、手で支えての体の保持や回転をすることの運動遊びの楽しさに触れ、その行い方を知るとともに、マットに背中や腹などをつけていろいろな方向に転がったり、手や背中で支えて逆立ちをしたり、体を反らせたりするなどして遊ぶことがその目標とされる。ゆりかご、前転がり、後ろ転がり、だるま転がり、丸太転がり、うさぎ跳び、腕立て横跳び越し、背支持倒立（首倒立）、かえるの足打ち、かえるの逆立ち、壁上り逆立ち、支持での川跳び、ブリッジなどの運動が例示される。
マットを使った運動遊びでは、坂道やジグザグなどの複数のコースでいろいろな方向に転がることができるような場を選んだり、動物に変身して腕で支えながら移動したり、逆さまになったりする運動遊びの中から、動物の動きを選んだりすることが「思考力，判断力，表現力等」の目標とされる。器械・器具を使っての運動遊びに進んで取り組むこと、順番やきまりを守り誰とでも仲よくすること、片付けを友達と一緒にすること、転がったり、跳び下りたりするときなどに、危ないものが無いか、近くに人がいないか、マットや跳び箱などの器械・器具が安全に置かれているかなどの場の安全に気を付けることが「学びに向かう力，人間性等」の目標とされる。

#### 中学年
低学年のマットを使った運動遊びの学習を踏まえ、中学年では、マット運動の楽しさや喜びに触れ、その行い方を知るとともに、基本的な動きや技を身に付けるようにし、高学年のマット運動の学習につなげていくことが求められる。中学年のマット運動では、回転系や巧技系の基本的な技をすることの楽しさや喜びに触れ、その行い方を知るとともに、その技を身に付けることが知識及び技能の目標とされる。自己の能力に適した回転系（前転など）や巧技系（壁倒立など）の基本的な技をすることに加え、基本的な技に十分に取り組んだ上で、それらの発展技に取り組んだり、技を繰り返したり組み合わせたりすることを目指す。運動に進んで取り組み、きまりを守り誰とでも仲よく運動をしたり、友達の考えを認めたり、場や器械・器具の安全に気を付けたりすることが「学びに向かう力，人間性等」の目標とされる。

#### 高学年
高学年では、低学年の器械 ･ 器具を使っての運動遊びと中学年の器械運動の学習を踏まえ、マット運動の楽しさや喜びを味わい、その行い方を理解するとともに、中学年で学習した基本的な技を安定して行ったり、その発展技や更なる発展技に取り組んだり、それらを組み合わせたりして技を身に付けるようにし、中学校のマット運動運動の学習につなげていくことが求められる。また、運動を楽しく行うために、自己やグループの課題を見付け、その解決のための活動を工夫するとともに、約束を守り助け合って運動をしたり、仲間の考えや取組を認めたり、場や器械・器具の安全に気を配ったりすることなどをできるようにすることが重要視される。

### 中学校・高等学校
マット運動は鉄棒運動、平均台運動、跳び箱運動とともに「器械運動」の4種目の一つとされる。中学校1年生、2年生では器械運動はマット運動を含む2つを選択して、3年生では上記4種目の中から選択して履修できる。知識及び技能では回転系や巧技系の基本的な技を滑らかに行うこと、条件を変えた技や発展技を行うこと及びそれらを組み合わせることを身に付けることができるよう指導が行われる。

## 歴史
マット運動を含む器械運動のはじまりは、「ドイツ体操の父」と呼ばれるフリードリヒ・ルートヴィヒ・ヤーン (Friedrich Ludwig Jahn)が跳び箱や平均台の原型となる器械をもちいてトゥルネン (Turnen)という運動を考案したことであるとされる。トゥルネンは人々に受け入れられ、1850年頃からヨーロッパ各地で協議会が行われるようになり、スポーツとなった。マット運動が現在の高度なものに発展したのは、1950年の日米対抗体操競技会で、アメリカ選手のスピーディーな連続技と、ダイナミックな転回・宙返り技に魅了されてからである。体操競技の「ゆか運動」の技術の進歩は、マット運動の普及、発展に負うところが大きい。

## 事故
日本の学校における体育の事故は社会的問題となっている。平成24年度、平成25年度の独立行政法人日本スポーツ振興センターに報告された学校管理下の傷害発生件数において、器械運動系はボール運動系に次ぐ多さであった。マット運動で用いられる普通のマットは約 20cmの厚さなのに対し、走高跳や棒高跳に使われ落下の衝撃を防ぐウレタンの屑を集めて網で覆った厚さ40 cmのセーフティマットを利用した場合でも、回転運動で回転時に失速し、頭から落下した場合は頭部を痛めることがある。
| 校種                   | 平成24年度 | 平成25年度 |
| ---------------------- | ---------- | ---------- |
| 小学校                 | 5,476      | 5,374      |
| 中学校                 | 6,282      | 6,019      |
| 高等学校・高等専門学校 | 1,581      | 1,557      |
| 合計                   | 13,339     | 12,944     |